# محمد خير عبد الله
محمد خير عبد الله، هو كاتب وقاص وروائي سوداني، وهو رئيس نادي القصة السوداني، أخر رواية صدرت للكاتب حديثا عن دار رفيقي للطباعة والنشر رواية «عرس عبد»، سوف يتم عرضها لأول مرة في معرض القاهرة الدولي للكتاب 2020.

## مولده
ولد الروائي محمد خير عبد الله في ولاية النيل الأبيض بمدينة الفشاشوية في عام 1946، أما مراحلة التعليمية  درس الابتدائي في الفشاشوية ثم الثانوي بمدينة كوستي، ونال الدبلوم تعليم بمنظة سولو ودبلوم تصوير فوتوغرافي بوزارة الثقافة.

## العمل العام
في مطلع الثمانينيات من القرن الماضي عمل محمد خير موظفا بالإعلام الزراعي في وزارة الزراعة والثروة الحيوانية، وعند انقلاب عمر البشير على السلطة في عام 1989م، قام بفصل الآلاف من العاملين الذين لا ينتمون لتنظيم الجبهة الإسلامية القومية، فيما يعرف بسياسة التمكين، صار كاتبا صحفيا بكل من صحيفة صحيفة الخبر والصحافة ودنيا وصحيفة الرأي العام وصحيفة القرار.

## أعماله
- لدي الروائي محمد خير مجموعتين  قصصيتين
- «حنيميات» (مجموعة قصصية) صدرت في عام 1999
- «هذا هذا» (مجموعة قصصية) أيضاً صدرت في عام 1999

### صدرت من الروايات

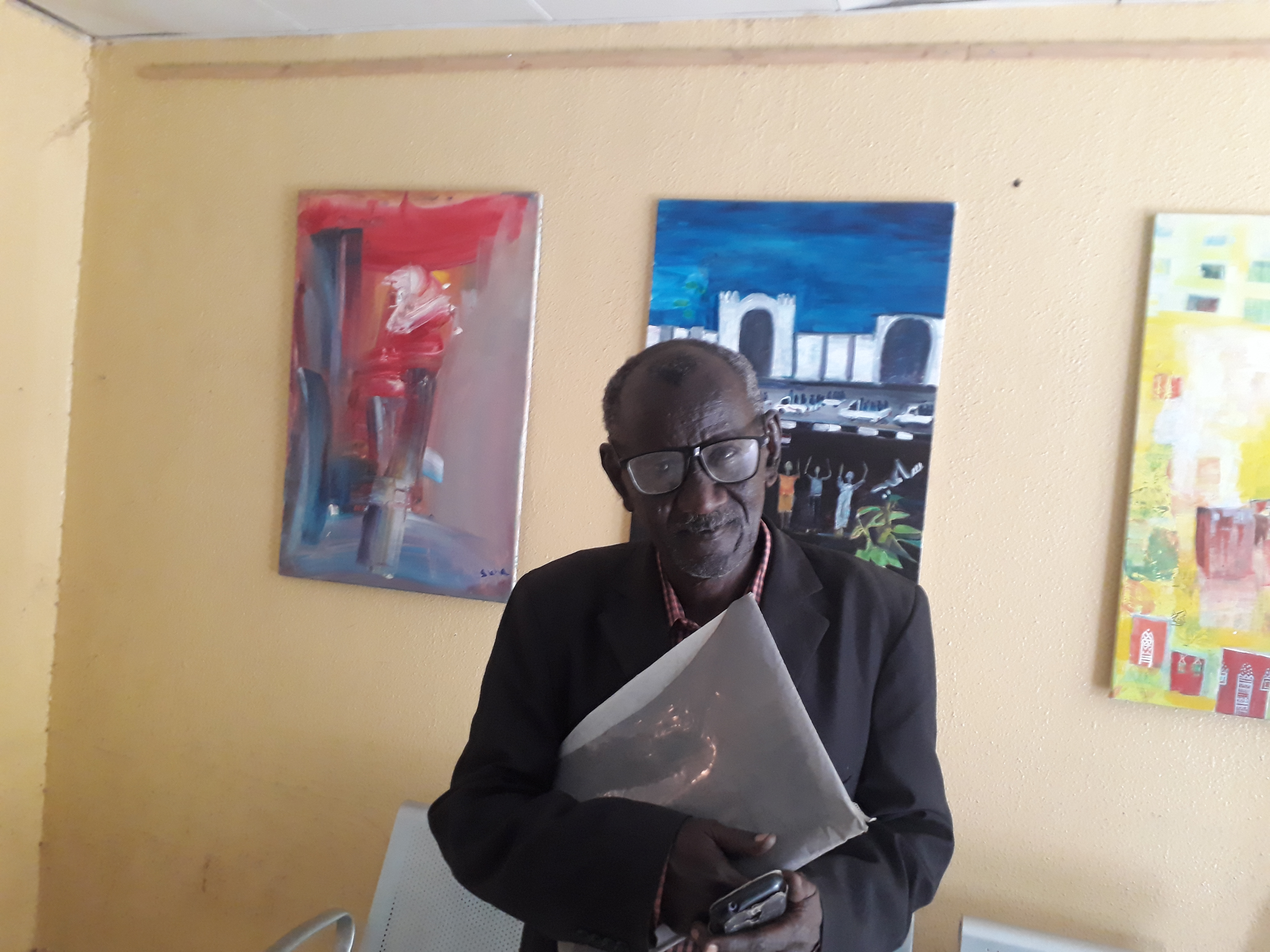
الروائي محمد خير عبد الله

- لعنة الحنيماب (2005)
- هذيان كهل (2001)
- ليلة قتلني الرئيس (2011)
- الروائي محمد خير عبد اللهسيرة قذرة [3](2014) وكانت قد منعت من النشر في فترة حكم الرئيس السوداني المخلوع عمر البشير، عبر المصنفات الأدبية التي تتبع لوزارة الثقافة والإعلام التي كانت تعمل على التضيق على الكتاب والروائيين.

- ومن رواياته أيضاً شجن الروح شغف الجسد صدرت في عام 2016م

- ورواية المانوس صدرت في عام (2016)

- ورواية حيثيات وصل الأمانة، ورواية  انتفاخ رئاسي، ورواية عرس عبد.

وفي المجال العام أنشاه نادي القصة السوداني وأندية اليونيسكو/ وصار نائباً لرئيس الاتحاد ورئيس نادي القصة السوداني ومدير عام مجلة سرديات ومدير عام لصحيفة القصة السودانية ولدي الآن أكثر من سبعة مخطوطات في الرواية.

#### أيام مع أبي ذر[4]
في عام 2019 صدرت للكاتب كتاب تحت عنوان «أيام مع أبي ذر (أو حينما كانت الخرطوم في قبضة الأصدقاء»، الكتاب يتناول حياة الكتاب والمثقفين في السودان إبان حقبة الثمانينات، وأن الكاتب والصادق الرضي أصدقاء، يرتكز الكتاب بشكل أدق حول حياة الشاعر الفذ أبي ذر الغفاري السوداني  وهو الصديق الحميم للكتاب الذي اختفي في ظروف غامضة.